# Lazos de amor
Lazos de amor (no Brasil: Laços de Amor) é uma telenovela mexicana produzida por Carla Estrada para a Televisa e  exibida pelo Canal de las Estrellas entre 2 de outubro de 1995 e 23 de fevereiro de 1996, substituindo La dueña e antecedendo Morir dos veces. Com texto original de Jorge Lozano Soriano, foi adaptada por Liliana Abud e Carmen Daniels.
Foi protagonizada e antagonizada por Lucero, interpretando as trigêmeas, junto com Luis José Santander, com atuações estrelares de Otto Sirgo, Marga López, Maty Huitrón, Juan Manuel Bernal, Guillermo Murray e Silvia Derbez.

## Sinopse
Esta é a dramática e trágica história das irmãs trigêmeas idênticas, mas de personalidades diferentes, que não têm absolutamente nada em comum. Maria Paula, Maria Guadalupe e Maria Fernanda só reforçam a ideia de que nem sempre a convivência entre irmãos pode ser tão fácil e tranquila.
Seus pais morreram em um fatal acidente de carro quando elas tinham apenas três anos. A pequena Maria Guadalupe estava no dia do acidente e todos pensavam que ela havia morrido afogada no rio. Porém, na realidade, ela se salvou e foi encontrada e acolhida pela humilde e bondosa Ana, que resolveu ajudá-la, já que Maria Guadalupe havia perdido a memória e não lembrava de nada, ficando sem nenhuma recordação do seu passado ou de sua origem.
Ana, que estava sofrendo muito com a morte de sua mãe, a cria como sua filha, até mesmo depois de descobrir a verdadeira identidade dela. Muitos anos se passam e as pequenas crianças se transformam em lindas jovens, cada qual com sua vida. A diferença entre elas é algo bastante visível, tanto em seu modo de se vestir e de falar como no seu jeito de ser.
Maria Fernanda perdeu a visão no acidente, mas é uma moça boa, doce, generosa e sincera. Mesmo assim, acredita que a irmã esteja viva e faz um grande esforço para encontrá-la. Sua timidez a impede de ter muitos amigos e namorados, porém o amor surge para ela quando conhece Geraldo e nota que sua felicidade está mesmo ao lado dele.
Maria Paula é muito diferente das suas irmãs. É uma mulher caprichosa, egoísta, metida e fútil, que quer estar sempre no centro das atenções, especialmente com sua avó, Dona Mercedes, e com o seu tio, Eduardo, de quem é louca para arrancar dinheiro. Por isso, todos os seus esforços se concentram em acabar com a vida da noiva dele.
Longe da família, Maria Guadalupe e Ana levam sua vida humilde, até o dia em que decidem ir embora do lugar de onde viveram, deixando tudo para trás, em busca de tentar a vida na capital, Cidade do México.
Na capital, Maria Guadalupe conhece Nicolas, o grande amor de sua vida, por quem se apaixona. Nicolas é um rapaz bom, motorista de táxi humilde que vive na grande Cidade do México com seu avô. Com medo que alguém reconheça sua filha, Ana restringe as "saídas" de Maria Guadalupe. Mas a avó de Nicolas descobre o segredo de Ana. Nicolas ama Guadalupe, mas os dois terão que enfrentar grandes e perigosos obstáculos no caminho até conseguirem ficar juntos, e isso inclui principalmente Maria Paula, a quem fará de tudo para destruir a felicidade deles.
Por fim, os laços de amor unem as três irmãs, apesar de Maria Paula ter feito de tudo para evitar o encontro. Ela não suporta a ideia de ter que dividir o dinheiro e o amor de sua família com mais uma irmã.
Laços de Amor se destaca pela sua cena final. No último capítulo, pressupõe-se que Maria Paula se suicidou após matar seu tio Eduardo, que tentava salvar suas irmãs. No entanto, algum tempo depois, Maria Guadalupe, já casada com Nicolas, está com ele vendo as fotos do casamento. A câmera pouco a pouco se aproxima do casal e, de repente, o que se vê é a heroína repetindo o gesto característico da vilã (o toque do dedo mindinho na sobrancelha).

## Elenco
- Lucero - María Paula Rivas Iturbe/ María Guadalupe Rivas Iturbe/ María Fernanda Rivas Iturbe
- Luis José Santander - Nicolás Miranda
- Otto Sirgo - Eduardo Rivas
- Marga López - Doña Mercedes de Iturbe
- Maty Huitrón - Ana Salas
- Mónica Miguel - Chole
- Silvia Derbez - Milagros
- Felicia Mercado - Nancy Balboa
- Orlando Miguel - Osvaldo Larrea
- Guillermo Murray - Alejandro Molina
- Ana Luisa Peluffo - Aurora Campos
- Juan Manuel Bernal - Gerardo Sandoval
- Bárbara Córcega - Flor
- Crystal - Soledad Jiménez
- Nerina Ferrer - Irene
- Mariana Karr - Susana Ferreira
- Verónica Merchant - Virginia Altamirano
- Alejandra Peniche - Julieta
- Fabián Robles - Genovevo "Geno" Ramos
- Angélica Vale - Tere
- Luis Bayardo - Edmundo Sandoval
- Demián Bichir - Valente Segura
- Guillermo Zarur - Profesor Mariano López
- Erick Rubín - Carlos León
- Guillermo Aguilar - Pablo Altamirano
- Emma Teresa Armendáriz - Felisa
- Enrique Becker - Sergio
- Rosenda Bernal - Sonia
- Víctor Carpinteiro - Javier
- Juan Carlos Colombo - Samuel Levy
- Luis de Icaza - Gordo
- Arturo Lorca - José de Jesús
- Monika Sánchez - Diana
- Ernesto Laguardia - Bernardo Rivas
- Marisol Santacruz - Patricia
- Karla Talavera - Rosy
- Paty Thomas - Cecilia
- Gaston Tuset - Néstor Miranda
- Rafael Bazán - Marito
- Giovan d'Angelo - Armando
- Manuel Guízar - Anaya
- Ramiro Huerta - Jerónimo
- Lucero León - Eugenia
- Abigaíl Martínez - Bertha
- Rodrigo Montalvo - Julián
- Maricarmen Vela - Zoila
- Luis de Gamba - Aníbal
- Ernesto Bretón - Leoncio
- Silvia Eugenia Derbez - Olga
- María del Carmen Ávila - Doble de Lucero
- Martha Itzel - Doble de Lucero
- Rocío Estrada - Ana Salas (joven)
- Claudia Gálvez - Beatriz
- Fernando Torre Lapham - Dr. Alcázar
- Claudio Sorel - Artemio Juárez
- Ana María Jacobo - Esperanza
- Arturo Paulet - Prisciliano
- Marco Iván Calvillo - Rubén
- Irene Arcila - Claudia
- Esteban Franco - Juvenal
- Arturo Munguía - Chofer
- José Antonio Estrada - Pedro
- Rafael de Quevedo - Psiquiatra
- Pablo Montero - Óscar Hernández
- Alejandro Ávila - Jorge
- Claudia Rojo - Mike

## Produção
- As cenas em que Lucero tinha que aparecer junto de suas irmãs foram feitas com efeitos de câmera que se utilizam nos filmes de Hollywood, que a Televisa recém trazia dos Estados Unidos.[1]
- Em janeiro de 1997 foi feito um especial da novela intitulado Lazos de amor: El desenlace. O objetivo deste especial era esclarecer ao telespectador sobre o que realmente havia acontecido no último capítulo da trama.[2]

## Exibição

### No México
Foi reprisada pela primeira vez pelo canal TLNovelas entre 27 de julho a 11 de dezembro de 1998.
Foi reprisada pela segunda vez pelo TLNovelas entre 7 de dezembro de 2009 e 23 de abril de 2010, substituindo Cañaveral de pasiones e sendo substituída por La pícara soñadora.
Foi reprisada pela terceira vez pelo TLNovelas entre 11 de fevereiro e 19 de abril de 2019, substituindo El privilegio de amar e sendo substituída por La dueña.

### No Brasil
Foi exibida pelo SBT entre 3 de abril e 7 de julho de 2006, em 70 capítulos, substituindo Café com aroma de mulher e sendo substituída por Cúmplices de um resgate, às 14:15.
Foi exibida pelo canal pago TLN Network entre 1 de março a 16 de julho de 2010 e sendo substituída por O privilégio de amar.
Foi exibida pela segunda vez pelo TLN Network entre 6 de março a 21 de julho de 2017, substituindo Manancial e sendo substituída por Rosa Selvagem.
Está sendo exibida pela terceira vez pelo TLN Network desde de 16 de setembro de 2024 substituindo Simplesmente Maria.

## Audiência

### No México
No México, a novela alcançou altos níveis de audiência, chegando a marcar 52 pontos em seu último capítulo.

### No Brasil
Em sua estréia no SBT, a novela chegou a marcar até 7 pontos. Mas devido a queda na audiência, a novela teve seus capítulos cortados drasticamente. A novela marcava entre 4 e 5 pontos diários, e em seu último capítulo obteve somente 4 pontos. Terminou com média de 4.47 pontos, baixa para o horário,em que a meta era de 8 pontos na época.

## Versões
- Tres veces Ana - telenovela mexicana de 2016, escrita por Angelli Nesma Medina e produzida pela Televisa. Esta versão é estrelada por Angelique Boyer, Sebastián Rulli e David Zepeda.

## Prêmios

### Prêmios Eres
| Categoria                               | Indicação | Resultado |
| --------------------------------------- | --------- | --------- |
| Melhor atriz jovem (mejor actriz joven) | Lucero    | Venceu    |

### Prêmios TVyNovelas 1996
| Categoria                 | Indicação                       | Resultado |
| ------------------------- | ------------------------------- | --------- |
| Melhor telenovela         | Carla Estrada                   | Venceu    |
| Melhor atriz protagonista | Lucero                          | Venceu    |
| Melhor ator protagonista  | Luis José Santander             | Venceu    |
| Melhor primeira atriz     | Marga López                     | Venceu    |
| Melhor ator coadjuvante   | Otto Sirgo                      | Venceu    |
| Melhor direção de câmeras | Isabel Basurto Alejandro Frutos | Venceu    |
| Melhor direção de cenas   | Córsega Miguel Mônica Miguel    | Venceu    |

## Ligações Externas
- Lazos de amor. no IMDb.